# Ammoniumbromid
Ammoniumbromid, NH4Br, bildet hygroskopische, in Aceton, Ethanol und Wasser gut lösliche, kubische Kristalle. Es besitzt einen Sublimationspunkt von 452 °C, eine Dichte von 2,43 g·cm−3 und eine relative Molekülmasse Mr von 97,942.

## Synthese
Die Herstellung von Ammoniumbromid kann durch Einwirkung von Bromwasserstoff auf Ammoniak erfolgen:
{\displaystyle {\ce {HBr + NH3 -> NH4Br}}}
Die direkte Reaktion von Ammoniak mit Brom in Wasser ergibt ebenfalls das Salz.
{\displaystyle {\ce {3 Br2 + 8 NH3 -> 6 NH4Br + N2}}}
Eine weitere Herstellmöglichkeit ist die Umsetzung von Ammoniak mit Eisen(II)-bromid.
{\displaystyle {\ce {FeBr2 + 2 NH3 + H2O -> 2 NH4Br + Fe(OH)2}}}

## Eigenschaften
Ammoniumbromid bildet schwach gelbe Kristalle oder Pulver, die bei Normaldruck bei 452 °C sublimieren. In einer geschlossenen Kapillare wird ein Schmelzpunkt bei 542 °C beobachtet. Das Salz ist sehr gut löslich in Wasser. Die Lösung reagiert sauer. Die Löslichkeit steigt mit steigender Temperatur. Die Verbindung löst sich gut in Ethanol und Aceton.
| Temperatur  | in °C          | 0    | 20   | 40   | 60  | 80  | 100 |
| Löslichkeit | in g/100 g H2O | 59,5 | 74,2 | 89,8 | 105 | 117 | 135 |

## Verwendung
Verwendung findet Ammoniumbromid in der phototechnischen Industrie und in der Medizin als Beruhigungsmittel. Ammoniumbromid kann außerdem als Bromid-Quelle in elektrochemischen Bromierungen fungieren.